# Arcidiocesi di Kansas City
L'arcidiocesi di Kansas City (in latino Archidioecesis Kansanopolitana) è una sede metropolitana della Chiesa cattolica negli Stati Uniti d'America. Nel 2023 contava 182.636 battezzati su 1.398.300 abitanti. È retta dall'arcivescovo William Shawn McKnight.

## Territorio
L'arcidiocesi comprende ventuno contee nella parte nord-orientale del Kansas, negli Stati Uniti d'America: Anderson, Atchison, Brown, Coffey, Doniphan, Douglas, Franklin, Jackson, Jefferson, Johnson, Leavenworth, Linn, Lyon, Marshall, Miami, Nemaha, Osage, Pottawatomie, Shawnee, Wabaunsee e Wyandotte.
Sede arcivescovile è la città di Kansas City, dove si trova la cattedrale di San Pietro (St. Peter).
Il territorio si estende su 32.437 km² ed è suddiviso in 107 parrocchie.

### Provincia ecclesiastica
La provincia ecclesiastica di Kansas City, istituita nel 1952, comprende le seguenti suffraganee:
- diocesi di Dodge City,
- diocesi di Salina,
- diocesi di Wichita.

## Storia
Il vicariato apostolico del Territorio indiano a est delle Montagne Rocciose fu eretto il 19 luglio 1850 con il breve Postulat apostolici di papa Pio IX, ricavandone il territorio dalla diocesi di Saint Louis (oggi arcidiocesi). Il vicariato apostolico comprendeva il Kansas, il Nebraska, il Dakota del Nord e del Sud, il Colorado, il Wyoming e il Montana.
Il 6 gennaio 1857 cedette una porzione del suo territorio a vantaggio dell'erezione del vicariato apostolico del Nebraska (oggi arcidiocesi di Omaha) e contestualmente assunse il nome di vicariato apostolico del Kansas.
Il 22 maggio 1877 il vicariato apostolico fu elevato a diocesi e assunse il nome di diocesi di Leavenworth in forza del breve Expositum est nobis di Pio IX. La diocesi era suffraganea dell'arcidiocesi di Saint Louis.
Il 2 agosto 1887 cedette porzioni del suo territorio a vantaggio dell'erezione delle diocesi di Concordia (oggi diocesi di Salina) e di Wichita.
Il 29 maggio 1891 la sede episcopale fu trasferita da Leavenworth a Kansas City in forza del breve Quae rei sacrae di papa Leone XIII. Un documento di Propaganda Fide del 4 marzo 1897 specificò che il cambiamento della sede vescovile non modificava tuttavia il nome della diocesi.
Il 1º luglio 1897 cedette alla diocesi di Concordia le contee di Clay, Dickinson, Geary, Riley e Washington e alla diocesi di Wichita le contee di Allen, Bourbon, Butler, Chase, Chautauqua, Cherokee,  Cowley, Crawford, Elk, Greenwood, Labette, Marion, Montgomery, Morris, Neosho, Wilson e Woodson.
Il 10 maggio 1947 assunse il nome di diocesi di Kansas City.
Il 9 agosto 1952 è stata elevata al rango di arcidiocesi metropolitana con la bolla Grave sane officium di papa Pio XII.
Il 2 maggio 2018 la Congregazione per il culto divino e la disciplina dei sacramenti ha concesso ai sacerdoti che vivono nell'arcidiocesi di celebrare fino a quattro messe la domenica e nelle feste di precetto.

## Cronotassi dei vescovi
Si omettono i periodi di sede vacante non superiori ai 2 anni o non storicamente accertati.
- John Baptiste Miège, S.I. † (23 luglio 1850 - 18 novembre 1874 dimesso)
- Louis Mary (Michael) Fink, O.S.B. † (18 novembre 1874 succeduto - 17 marzo 1904 deceduto)
- Thomas Francis Lillis † (24 ottobre 1904 - 14 marzo 1910 nominato vescovo coadiutore di Kansas City[6])
- John Chamberlain Ward † (25 novembre 1910 - 20 aprile 1929 deceduto)
- Francis Johannes † (20 aprile 1929 succeduto - 13 marzo 1937 deceduto)
- Paul Clarence Schulte † (29 maggio 1937 - 20 luglio 1946 nominato arcivescovo di Indianapolis)
- George Joseph Donnelly † (9 novembre 1946 - 13 dicembre 1950 deceduto)
- Edward Joseph Hunkeler † (31 marzo 1951 - 10 settembre 1969 dimesso[7])
- Ignatius Jerome Strecker † (10 settembre 1969 - 28 giugno 1993 ritirato)
- James Patrick Keleher † (28 giugno 1993 - 15 gennaio 2005 dimesso)
- Joseph Fred Naumann (15 gennaio 2005 succeduto - 8 aprile 2025 ritirato)
- William Shawn McKnight, dall'8 aprile 2025

## Statistiche
L'arcidiocesi nel 2023 su una popolazione di 1.398.300 persone contava 182.636 battezzati, corrispondenti al 13,1% del totale.
| anno | popolazione | popolazione | popolazione | presbiteri | presbiteri | presbiteri | presbiteri                | diaconi | religiosi | religiosi | parrocchie |
| anno | battezzati  | totale      | %           | numero     | secolari   | regolari   | battezzati per presbitero | diaconi | uomini    | donne     | parrocchie |
| ---- | ----------- | ----------- | ----------- | ---------- | ---------- | ---------- | ------------------------- | ------- | --------- | --------- | ---------- |
| 1950 | 80.000      | 594.289     | 13,5        | 325        | 114        | 211        | 246                       |         | 433       | 1.495     | 133        |
| 1965 | 135.000     | 780.137     | 17,3        | 381        | 130        | 251        | 354                       |         | 361       | 1.649     | 127        |
| 1970 | 137.500     | 780.137     | 17,6        | 258        | 119        | 139        | 532                       |         | 176       | 1.335     | 103        |
| 1976 | 138.500     | 888.028     | 15,6        | 282        | 126        | 156        | 491                       |         | 210       | 815       | 99         |
| 1980 | 151.114     | 905.271     | 16,7        | 241        | 110        | 131        | 627                       |         | 162       | 1.239     | 101        |
| 1990 | 175.520     | 980.000     | 17,9        | 164        | 101        | 63         | 1.070                     |         | 12        | 85        | 122        |
| 1999 | 190.418     | 952.000     | 20,0        | 172        | 97         | 75         | 1.107                     |         | 23        | 810       | 119        |
| 2000 | 190.826     | 952.000     | 20,0        | 167        | 100        | 67         | 1.142                     |         | 88        | 765       | 119        |
| 2001 | 197.190     | 1.174.500   | 16,8        | 166        | 100        | 66         | 1.187                     |         | 82        | 712       | 119        |
| 2002 | 197.752     | 1.174.500   | 16,8        | 159        | 95         | 64         | 1.243                     |         | 79        | 677       | 119        |
| 2003 | 200.012     | 1.193.425   | 16,8        | 154        | 97         | 57         | 1.298                     |         | 72        | 652       | 119        |
| 2004 | 191.203     | 1.193.425   | 16,0        | 160        | 101        | 59         | 1.195                     |         | 74        | 644       | 118        |
| 2005 | 198.425     | 1.205.000   | 16,5        | 161        | 106        | 55         | 1.232                     |         | 73        | 615       | 118        |
| 2006 | 200.000     | 1.215.000   | 16,5        | 158        | 103        | 55         | 1.265                     |         | 77        | 588       | 118        |
| 2007 | 199.246     | 1.193.425   | 16,7        | 167        | 105        | 62         | 1.193                     | 3       | 84        | 569       | 116        |
| 2008 | 203.741     | 1.204.000   | 16,9        | 169        | 108        | 61         | 1.205                     | 3       | 77        | 542       | 111        |
| 2009 | 208.500     | 1.289.903   | 16,2        | 169        | 111        | 58         | 1.233                     | 3       | 73        | 528       | 111        |
| 2010 | 210.192     | 1.300.373   | 16,2        | 170        | 114        | 56         | 1.236                     | 3       | 70        | 510       | 110        |
| 2011 | 211.600     | 1.310.957   | 16,1        | 171        | 116        | 55         | 1.237                     | 5       | 67        | 489       | 110        |
| 2012 | 213.000     | 1.320.000   | 16,1        | 167        | 115        | 52         | 1.275                     | 22      | 64        | 496       | 108        |
| 2013 | 214.600     | 1.330.000   | 16,1        | 173        | 118        | 55         | 1.240                     | 24      | 70        | 489       | 108        |
| 2015 | 217.700     | 1.349.388   | 16,1        | 173        | 118        | 55         | 1.258                     | 27      | 71        | 440       | 105        |
| 2016 | 219.236     | 1.357.512   | 16,1        | 179        | 121        | 58         | 1.224                     | 25      | 77        | 435       | 105        |
| 2017 | 220.000     | 1.369.348   | 16,1        | 171        | 113        | 58         | 1.286                     | 24      | 75        | 410       | 106        |
| 2018 | 187.178     | 1.378.870   | 13,6        | 179        | 117        | 62         | 1.045                     | 41      | 84        | 394       | 106        |
| 2019 | 190.624     | 1.387.343   | 13,7        | 175        | 118        | 57         | 1.089                     | 41      | 75        | 393       | 106        |
| 2021 | 184.702     | 1.400.090   | 13,2        | 167        | 117        | 50         | 1.106                     | 63      | 77        | 359       | 107        |
| 2023 | 182.636     | 1.398.300   | 13,1        | 159        | 115        | 44         | 1.148                     | 61      | 63        | 271       | 107        |